# East Flat Rock
East Flat Rock és una concentració de població designada pel cens dels Estats Units a l'estat de Carolina del Nord. Segons el cens del 2000 tenia 4.151 habitants.

## Demografia
Segons el cens del 2000, East Flat Rock tenia 4.151 habitants, 1.647 habitatges i 1.133 famílies. La densitat de població era de 493,1 habitants per km².
Dels 1.647 habitatges en un 31,6% hi vivien nens de menys de 18 anys, en un 49,1% hi vivien parelles casades, en un 13,7% dones solteres, i en un 31,2% no eren unitats familiars. En el 26% dels habitatges hi vivien persones soles el 10,9% de les quals corresponia a persones de 65 anys o més que vivien soles. El nombre mitjà de persones vivint en cada habitatge era de 2,49 i el nombre mitjà de persones que vivien en cada família era de 2,95.
Per edats la població es repartia de la següent manera: un 24,4% tenia menys de 18 anys, un 10,8% entre 18 i 24, un 30,6% entre 25 i 44, un 20,3% de 45 a 60 i un 13,9% 65 anys o més.
L'edat mediana era de 34 anys. Per cada 100 dones de 18 o més anys hi havia 96,5 homes.
La renda mediana per habitatge era de 29.315 $ i la renda mediana per família de 31.286 $. Els homes tenien una renda mediana de 22.500 $ mentre que les dones 19.907 $. La renda per capita de la població era de 13.723 $. Entorn del 14% de les famílies i el 20,6% de la població estaven per davall del llindar de pobresa.

## Poblacions més properes
El següent diagrama mostra les poblacions més properes.